# Kittys Beach
Kittys Beach, auch Kitty Beach, ist ein kleiner, naturbelassener Strand in der Wreck Bay im Süden des australischen Territoriums Jervis Bay Territory. Er ist ungefähr 50 Meter lang und fünf Meter breit. Von Felsen umgeben und nach Westen orientiert ist der Strand gut vor der Brandung geschützt. Vor dem Strand liegen einige Felsen, die aber nicht über die Wasseroberfläche hinausragen.
Der Strand gehört zum Booderee-Nationalpark. Das Kap rund um St. Georges Head ist nicht mit Fahrzeugen zu erreichen. Die nächste fahrbare Piste ist rund fünf Kilometer entfernt.